# Ezequiel Skverer
Ezequiel Skverer (Bahía Blanca, Argentina, 24 de febrero de 1989) es un baloncestista retirado argentino-israelí. Con 1.80 metros de altura, actuaba en la posición de base. 

## Biografía
Nacido en la Argentina como miembro de la colectividad judía local, en 1993 su familia hizo la Aliyá hacia Israel, por lo que Skverer creció en ese país. 
Se destacó en las categorías juveniles como jugador del Ironi Nahariya, llegando a integrar el seleccionado de baloncesto de Israel que compitió en el Campeonato Europeo de Baloncesto Masculino Sub-20 de 2009. En 2012 fue reconocido como el jugador revelación de la Ligat ha'Al. 
Hizo toda su carrera en clubes israelíes de la primera y la segunda división, retirándose en 2020 afectado por las lesiones.

### Clubes
| Club                      | País   | Año         |
| ------------------------- | ------ | ----------- |
| Maccabi Tel Aviv          | Israel | 2007        |
| Elitzur Givat Shmuel      | Israel | 2008 - 2012 |
| Hapoel Eilat              | Israel | 2012 - 2013 |
| Hapoel Holon              | Israel | 2013 - 2014 |
| Hapoel Tel Aviv           | Israel | 2014 - 2015 |
| Ironi Nes Ziona           | Israel | 2015 - 2016 |
| Hapoel Gilboa Galil Elyon | Israel | 2016 - 2019 |
| Hapoel Afula              | Israel | 2019 - 2020 |